# Амбельская волость
А́мбельская во́лость (латыш. Ambeļu pagasts) — одна из 25 волостей Аугшдаугавского края Латвии. Административным центром волости является село Амбели.